# Julie Chytilová
Julie Chytilová (* 1981) je česká ekonomka, aktivní zejména na poli behaviorální ekonomie. V roce 2011 jí byla udělena Cena Neuron pro mladé a nadějné vědce. Její studie z roku 2022 o společenskovědních aspektech očkování proti covidu-19, se stala se první ryze českou společenskovědní prací publikovanou v časopise Nature.
V letech 1999 až 2004 vystudovala ekonomii na IES FSV UK, tamtéž získala v roce 2009 doktorát. V letech 2009 až 2016 tam působila jako odborná asistentka, od roku 2016 je tamtéž docentkou. Od roku 2015 je také výzkumnou pracovnicí Národohospodářského ústavu Akademie věd České republiky.
V roce 2011 jí byla udělena Cena Neuron pro mladé a nadějné vědce v oboru společenské věd. V roce 2016 získala Cenu ministra školství, mládeže a tělovýchovy za mimořádné výsledky výzkumu, experimentálního vývoje a inovací za dosažení mimořádných výsledků výzkumu v oblasti společenských věd zaměřené na behaviorální a experimentální ekonomii.
Je spoluautorkou studie o společenskovědních aspektech očkování proti covidu-19, která byla v roce 2022 publikována v časopise Nature a stala se první ryze českou společenskovědní prací publikovanou v tomto časopise. Za tuto studii získala také Cenu Bedřicha Hrozného. Dalšími spoluautory studie jsou Vojtěch Bartoš (korespondenční autor), Jana Cahlíková a manžel Chytilové, ekonom Michal Bauer.